# Wirkstoff
Wirkstoffe sind Substanzen, die in einem Organismus eine spezifische Wirkung haben bzw. eine spezifische Reaktion hervorrufen. 

## Bedeutungen

### Pharmazie
- arzneilich wirksamer Bestandteil eines Arzneimittels, siehe Arzneistoff

### Psychopharmakologie
- wirksamer Bestandteil einer Droge, siehe Psychotrope Substanz

### Biologie
- wirksamer Bestandteil eines Pflanzenschutzmittels, siehe Pflanzenschutzwirkstoff bzw. spezifischer unter Insektizid, Herbizid und Fungizid
- wirksamer Bestandteil eines Schädlingsbekämpfungsmittels, siehe Biozid
- wirksamer Bestandteil eines Mittels zur Abwehr von Tieren, siehe Repellent

## Weitere Bedeutungen
Lebensmittel (insbesondere diätetische Lebensmittel für besondere medizinische Zwecke) und Kosmetika können Stoffe enthalten, denen eine besondere Bedeutung hinsichtlich der Entfaltung von bestimmten physiologischen Wirkungen zugeschrieben wird. Diese können daher umgangssprachlich vereinzelt als Wirkstoff bezeichnet werden.
Auch bestimmte Medizinprodukte enthalten Stoffe, die auf vornehmlich physikalischem Weg in einem Organismus eine Wirkung erreichen und somit als Wirkstoff angesehen werden können. Gibt es Anhaltspunkte, dass solche Inhaltsstoffe ihre Wirkung über einen pharmakologischen, immunologischen oder metabolischen Mechanismus entfalten, durch die sie als Arzneistoff einzuordnen wären, ist die Produktabgrenzung zu klären. Der gezielte Entwurf eines Wirkstoffs wird als Wirkstoffdesign bezeichnet.